# Juan de Valmaseda (escultor)
Juan de Valmaseda (c.1487-c.1576) fue un escultor español de la primera mitad del siglo XVI, considerado uno de los principales maestros de la escultura castellana del Renacimiento.

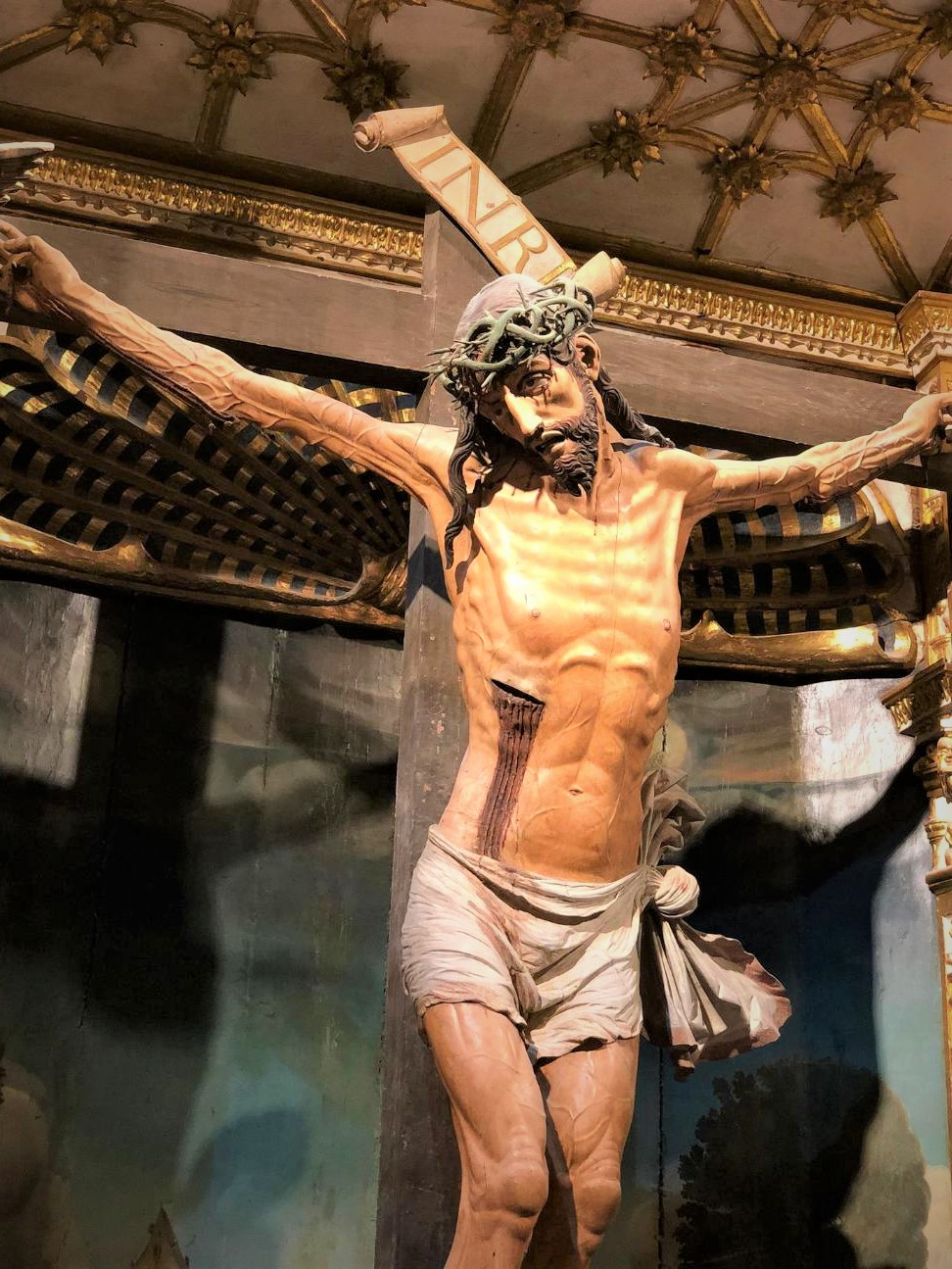
Cristo Crucificado, en el retablo mayor de la Catedral de Palencia.

## Vida y obra
Su apellido paterno pudiera denotar ascendencia vasca, y el materno, castellana ya que su madre se llamaba María de Vertabillo; Vertavillo es un pueblo de la provincia de Palencia. Se casó con Catalina de Medina, con la que tuvo cuatro hijos: Hernando, Juan, fray Francisco y María.

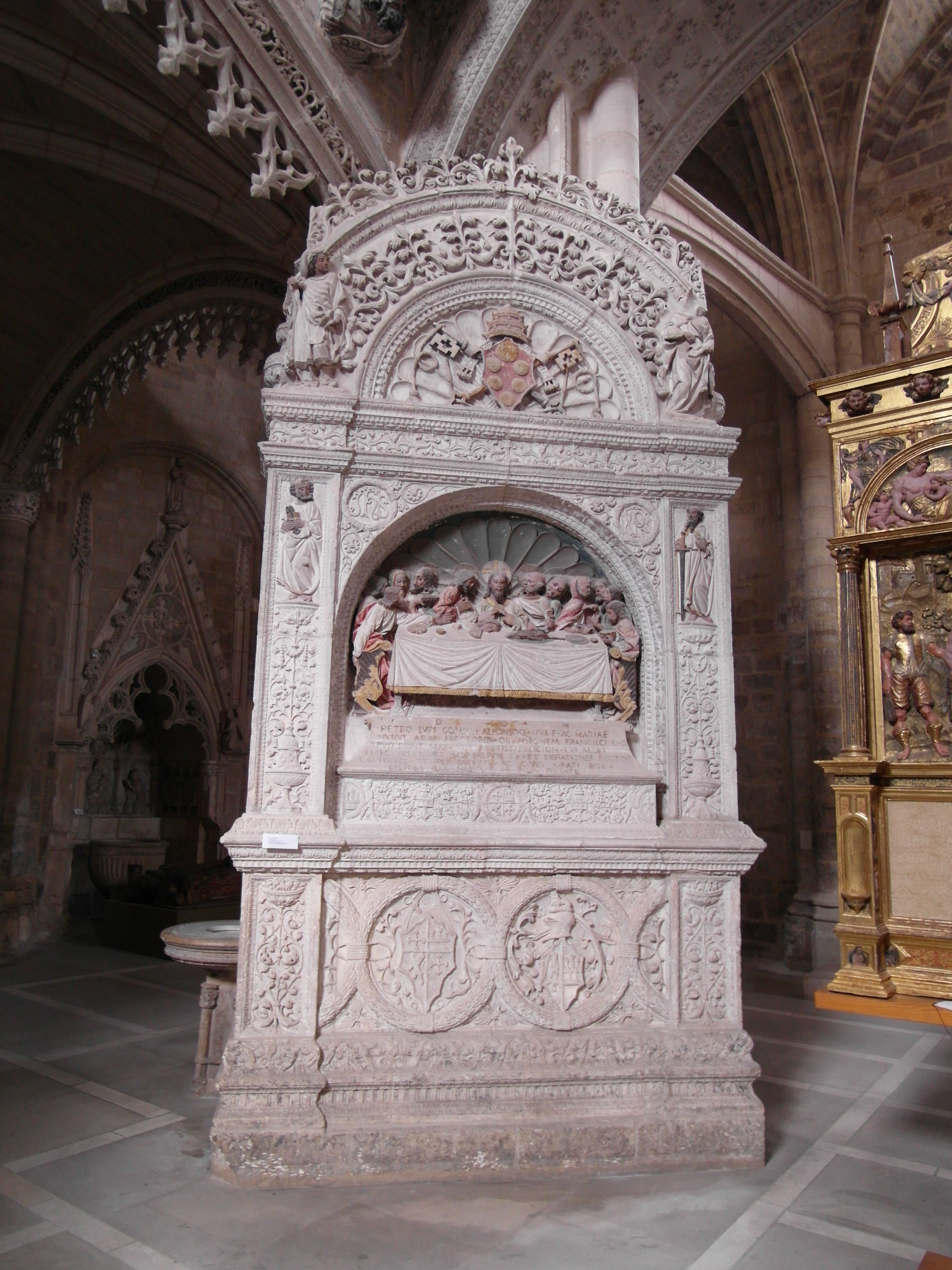
Sepulcro de los Gumiel

 Sus primeros conocimientos y su expresión como artista estuvieron muy cerca del estilo gótico pero al coincidir en Burgos con Felipe Vigarny y con Diego de Siloé, la influencia de estos dos maestros fue notable, cambiando su concepción del arte escultórico hacia un Renacimiento que se iba expandiendo en distintos focos de la península; de ellos aprendió a tratar los pliegues de sus esculturas, las líneas curvas y las expresiones de las figuras.
Se formó como escultor en la ciudad de Burgos y colaboró con Nicolás de Vergara el Viejo, conocido y apreciado maestro cantero. Hicieron juntos en 1514 el sepulcro de la familia de los Gumiel en la antigua iglesia de san Esteban de esta ciudad: Nicolás de Vergara hizo la estructura, el arca sepulcral y labró los relieves y Valmaseda fue el responsable de la imaginería central policromada con el tema de la Sagrada Cena. Fue su primera obra documentada.
También en Burgos se le atribuyen los relieves de las puertas de la capilla del Hospital del Rey, con una manera de hacer típica del plateresco español.
De 1516 a 1518 estuvo contratado en la ciudad de Oviedo para trabajar en el retablo de la capilla mayor de esta catedral junto con el escultor Giralte de Bruselas. La estructura del retablo era todavía de tracería gótica y en ella se instalaron las imágenes de tendencia renacentista. A continuación marchó a Palencia donde se desarrolló la mayor parte de su actividad para trabajar en el retablo mayor de la catedral donde hizo el Calvario del ático con un estilo propio muy dramático; el cuerpo del cristo se representa seco con su piel muy pegada al esqueleto.
Es esta una de las pocas obras documentadas pues se tiene noticia del precio del contrato y de la fecha del trabajo. Gracias al estudio de este Calvario se han podido atribuir a Valmaseda otras obras cuya autoría estaba todavía en duda.

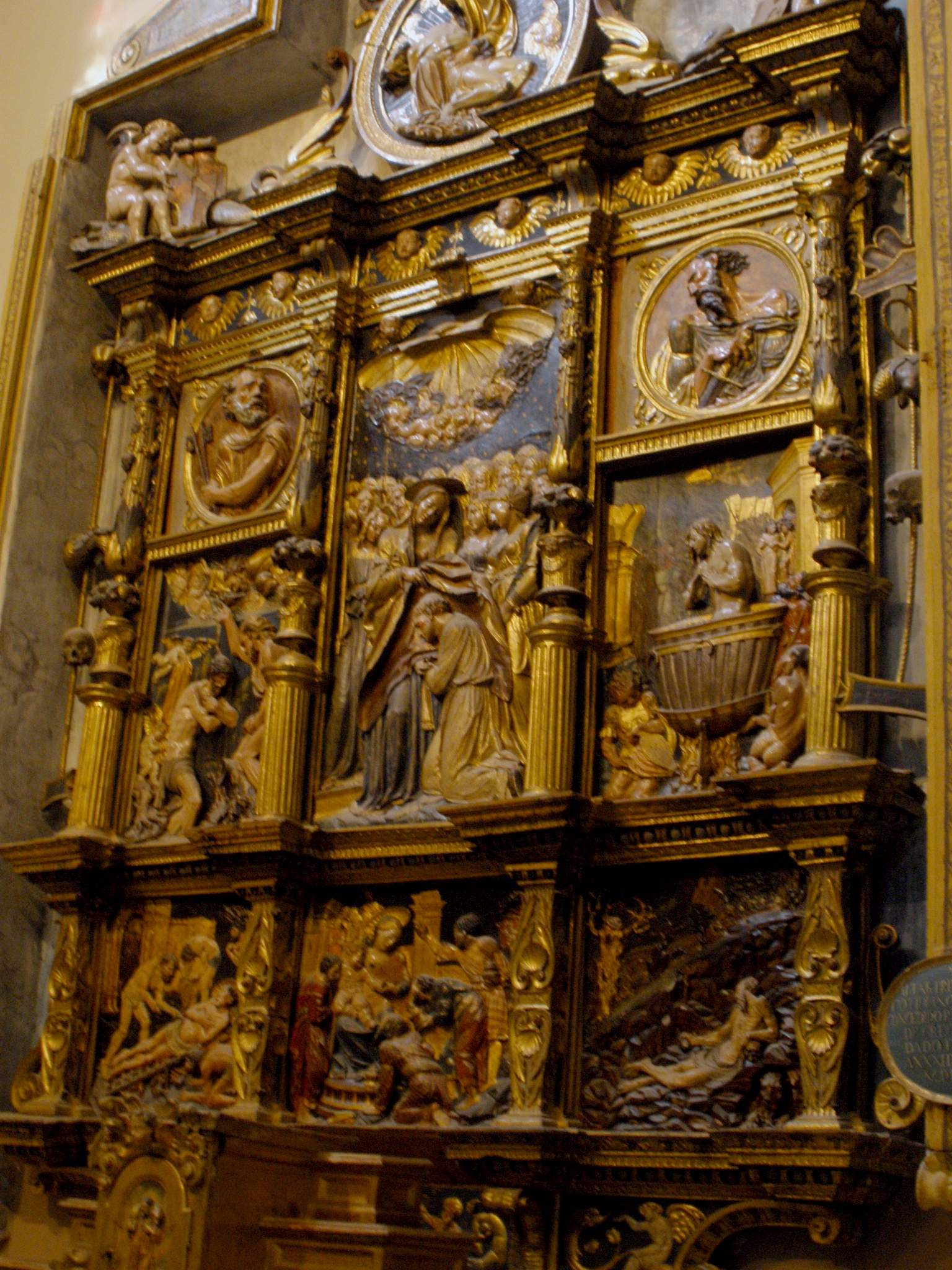
Retablo de la capilla de san Ildefonso, catedral de Palencia

En la capilla de san Ildefonso de la catedral palentina realizó otra de sus obras destacadas, el retablo del santo titular, con original empleo de la columna abalaustrada y expresivos relieves, en los que se aprecia influencia de Berruguete. Muy refinado es el panel central, con la Imposición de la casulla a san Ildefonso. Se fecha entre 1544-49. Demuestra su plena asimilación del estilo renacentista castellano siempre bajo la influencia de Diego de Siloé.
Se cree que también trabajó como maestro del retablo mayor de la iglesia de santa Columba, en la localidad palentina de Villamediana; se le atribuyen algunas figuras de dicho retablo y un Ecce Homo exento, en el que se aprecia el estilo dramático y expresionista característico del maestro. También se le atribuye la realización del retablo mayor de Santa María del Castillo en Torremormojón, aunque se aprecia en el mismo un amplio trabajo del taller.

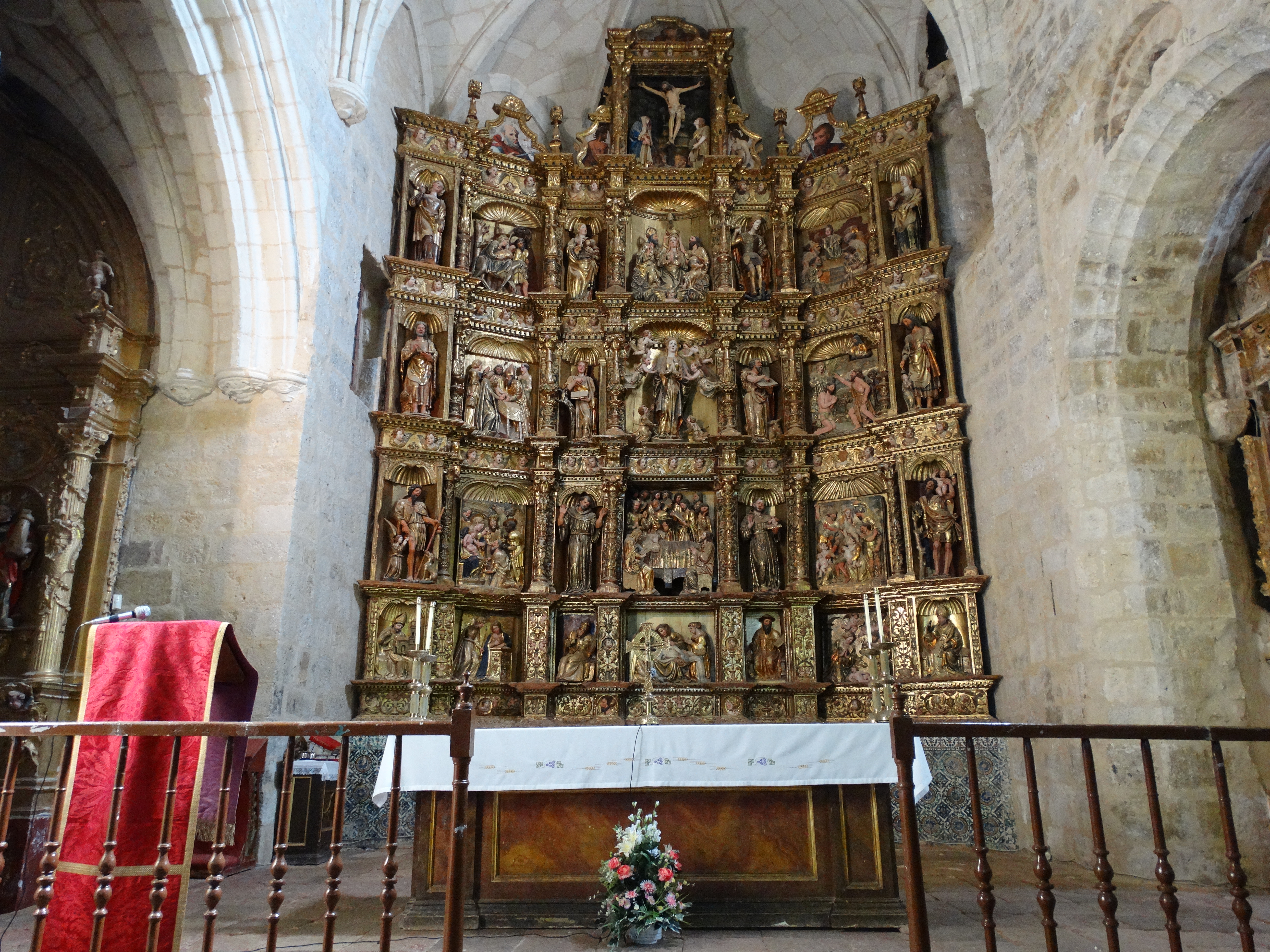
Retablo mayor de la Iglesia de Santa María del Castillo (Torremormojón)